# ألينا أستافي
ألينا أستافي (بالألمانية: Alina Astafei) واسمه الحقيقي غالينا أستافي (بالألمانية: Galina Astafei) هي متسابقة قفز عالي ألمانية رومانية الأصل ولدت في يوم 7 يونيو 1969 في مدينة بوخارست. أبرز انجازاتها هو فوزها بالميدالية الفضية في بطولة العالم لألعاب القوى 1995 في مدينة غوتنبرغ. أفضل رقم لها هو 2.04 متر.